# Rochester Institute of Technology
Rochester Institute of Technology är ett amerikanskt privat forskningsuniversitet som ligger i Rochester i New York och hade totalt 19 047 studenter (15 946 undergraduate students och 3 101 postgraduate students) för hösten 2018.
Universitet grundades ursprungligen 1829 som ett litterärt sällskap med namnet Rochester Athenæum av en sammanslutning som leddes av markägaren och politikern Nathaniel Rochester. 1847 blev Mechanics Literary Association en del av det litterära sällskapet och Rochester Athenæum fick namnet Rochester Athenæum and Mechanics Association. 1891 gick de ihop med lärosätet The Mechanics Institute, som grundades 1885 av ett konsortium med affärsmannen Henry Lomb i spetsen, och fick namnet Rochester Athenæum and Mechanics Institute. 1944 blev man ett forskningsuniversitet och samtidigt ändrades lärosätets namn till det nuvarande. 1966 blev man utsedd av den amerikanska federala regeringen om att uppföra National Technical Institute for the Deaf, som idag är världens största tekniska högskola för studenter som är döva eller lider av dövhet.
Utbildningsinstitutionen tävlar med 25 universitetslag i olika idrotter via sin idrottsförening RIT Tigers.

## Alumner
| Idrottare - Matt Hamill - Steve Pinizzotto - Christopher Tanev - John Williams Konstnärer - Walid Raad | Litteraturvetare - N. Katherine Hayles Musiker - Eric Donaldson Programmerare - John Resig |